# Vlaamsche Arbeid
Vlaamsche Arbeid (Travail flamand) est une revue littéraire flamande d'expression néerlandaise, publiée à Anvers de 1905 à 1914 et de 1919 à 1930, qui se veut la successeure du journal d'écoliers Jong Antwerpen (Jeune Anvers).

## Bref historique
La revue est créée par des membres de la guilde estudiantine catholique flamingante d'Eigen Taal Eigen Zeden (Sa propre langue, ses propres mœurs), entre autres Karel van den Oever et Jozef Muls.  L'idée de créer cette revue trouve son origine dans le mécontentement éprouvé face à la position de l'art et la littérature catholiques contemporains, et dans la volonté d'exprimer sa propre opinion chrétienne et de poursuivre le noble idéal d'un art au service de Dieu et de la Flandre.  Van den Oever est le premier secrétaire de rédaction.  À partir du deuxième volume, Muls reprend la rédaction, avec une courte interruption en 1908-1909, quand André de Ridder remplit cette fonction.  Felix Timmermans, August van Cauwelaert et Ernest Claes contribuent à la revue.
Au départ, Vlaamsche Arbeid est une revue délibérément catholique, mais, après la Première Guerre mondiale, elle s'ouvre largement à d'autres opinions sous l'impulsion de Muls et fournit un forum aux jeunes expressionnistes.  De nombreux Néerlandais collaborent à la revue, entre autres Frederik van Eeden et Pieter van der Meer de Walcheren.  La revue consacre quelques numéros à d'éminents écrivains, comme Hendrik Conscience et Hugo Verriest, et rapporte également des questions d'actualité telles que les Instructions collectives, de 1906, du cardinal Désiré-Joseph Mercier, où celui-ci déclare que le néerlandais ne convient pas comme langue universitaire et scientifique, ou la lutte pour la néerlandisation de l'université de Gand.
La rédaction d'avant-guerre se compose des littérateurs Jozef Muls, Karel van den Oever, Jan Hammenecker, August van Cauwelaert, Herman Baccaert et Frans Thiry.
Après la Première Guerre mondiale, la nouvelle série de la revue, renée de ses cendres, s'adresse à la génération des frontistes sortis des tranchées et à celle de l'après-guerre.  La rédaction se compose d'hommes de lettres : le rédacteur en chef Jozef Muls, August van Cauwelaert, Albert van Driessche, Ernest Claes, Jules Grietens, Jan Hammenecker, Filip de Pillecyn, Jef Simons, Jozef de Vocht et, pour les Pays-Bas, Pieter van der Meer de Walcheren.
En 1919, Muls le formule ainsi :
« Une nouvelle génération prend la parole : la jeunesse forte, qui a survécu aux désastres de l'époque, les hommes de l'Yser ! [...]  Nous représentons une nouvelle ère en Flandre.  Le Flamand de 1919 n'est plus le Flamand de 1914.  [...] Se battre et mourir pour une patrie, accomplir son devoir envers un État, soulève la question de savoir si l'État a accompli son devoir envers vous.  Une conscience flamande est née comme on n'en a jamais connu une depuis le début du mouvement flamand. »

## Ressources

### Sources
- (nl) Cet article est partiellement ou en totalité issu de l’article de Wikipédia en néerlandais intitulé « Vlaamsche Arbeid » (voir la liste des auteurs).